# Cultura Lapita

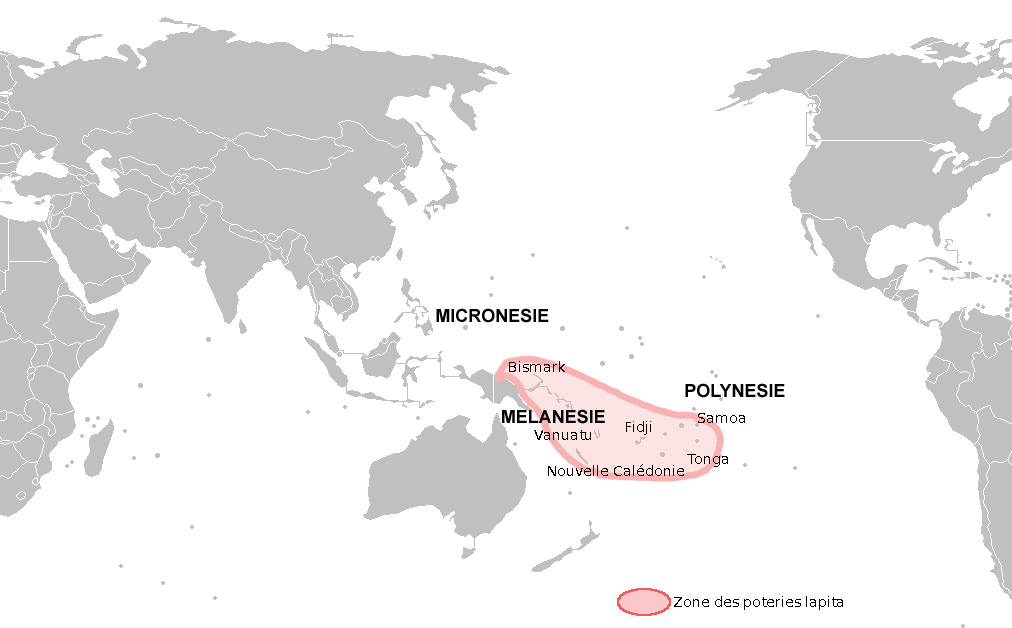
Mapa de expansão da cerâmica lapita.

Lapita é uma cultura neolítica que se estendeu desde pontos da costa norte de Nova Guiné e do arquipélago de Bismarck até a Nova Caledônia,  além das ilhas de Samoa e Tonga, no oeste do oceano Pacífico. É considerada a precursora de diversas culturas contemporâneas de parte de Oceania Próxima e posteriormente da Polinésia.
O sítio arqueológico modelo dessa cultura se situa próximo ao povoado de Koné, na Nova Caledonia, e foi descoberto em 1952. O nome "lapita" deriva da palavra "sapita" (que em inglês se escreve xaapeeta), que significa ‘escavar um buraco’ no dialeto Haveke neocaledônio. Essa palavra foi mal entendida pelos primeiros arqueólogos norte-americanos, que acharam que o lugar se chamava "Lapita".